# ملانژ وینی

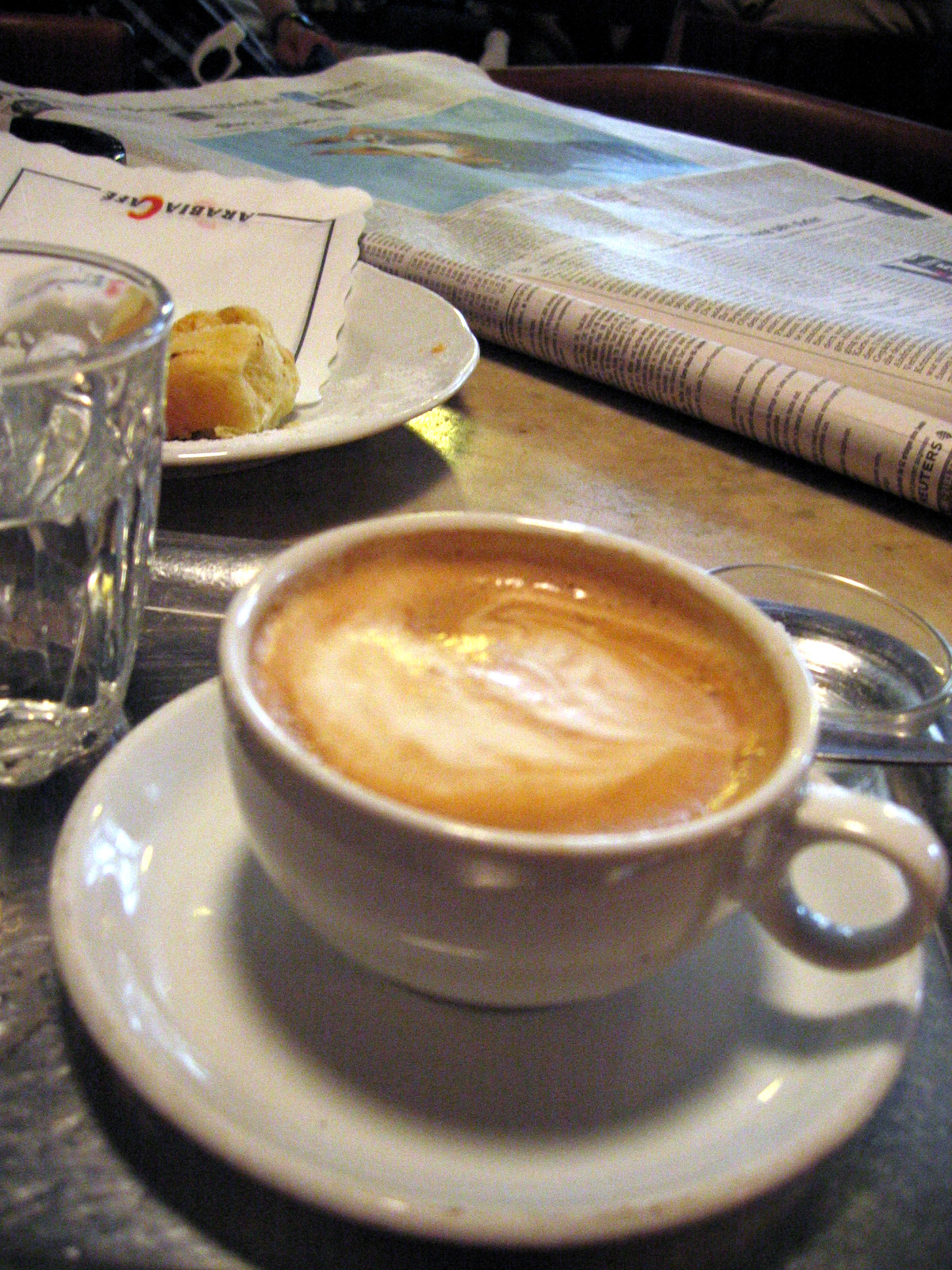
ملانژ وینی.

مِلانژ ویَنی (به آلمانی: Wiener Melange) نوعی ویژه از قهوه است که به کاپوچینو شباهت دارد اما قهوه‌دانه‌های استفاده شده در آن از نوع ملایم‌تر هستند. ملانژ وینی با شکر صرف می‌شود و بر روی آن خامه و پودر کاکائو نیز می‌ریزند.
برای تهیه آن نیم فنجان قهوه سیاه و نیم فنجان شیر کرم‌دار را هم می‌زنند و کف شیر را بر روی آن می‌ریزند. نام این نوشیدنی به شهر وین، پایتخت اتریش اشاره دارد و واژه ملانژ نیز واژه‌ای فرانسوی و به معنی «آمیخته» و «رنگارنگ» است.